# أندريه فامنتسين
أندريه سيرجيفيتش فامنتسين (17 يناير 1835، موسكو - 9 ديسمبر 1918، بيتروغراد) (بالروسية: Андрей Серге́евич Фаминцын) هو عالم نبات روسي، كان أكاديميا في أكاديمية بطرسبرغ للعلوم (1884)، وأستاذا لفيزيولوجيا النبات.

## مسيرته
درس في جامعة سانت بطرسبرغ الحكومية تحت تأطير خبير الفطريات الروسي ليف تسينكوفسكي (Лев Семенович Ценковский). في عام 1861، واصل مسيرته العلمية مدرسا في جامعته وأصبح أستاذا (1867-1889).
في عام 1887، قام بتأليف أول كتاب مدرسي روسي عن فيزيولوجيا النبات. كانت أعماله الرئيسية مخصصة لعملية التركيب الضوئي والاستقلاب النباتي. كان أول من استخدم الضوء الاصطناعي لزراعة النباتات والأبحاث (1868).
اكتشفت فامنتسين تكافل الطحالب مع الشعوعيات (نظرية النشوء التعايشي).
ما بين 1906 و1909، كان رئيس الجمعية الاقتصادية الحرة. في عام 1915، تم انتخابه رئيسا فخريا للجمعية النباتية الروسية.